# Divina Sposa di Amon
Il titolo di Divina Sposa di Amon (o anche Divina Adoratrice di Amon o Sposa di Amon) risale alla XVIII dinastia egizia, durante la quale fu utilizzato come titolo onorifico per le mogli, le madri o le sorelle del sovrano, sacerdotesse di Amon.
La prima donna di stirpe reale a ricoprire la carica fu Ahmose Nefertari, Grande sposa reale di Ahmose I.
Verso la fine della XVIII dinastia il titolo cadde in disuso ma venne ripreso durante la XIX e la XX dinastia (XI secolo a.C.).
Durante la XXI dinastia il titolo di Sposa di Amon si unì a quello di Divina Adoratrice e venne attribuito a una figlia del faraone, che doveva rimanere vergine, e che poteva consacrare monumenti e celebrare i rituali.
Spesso il titolo venne tramandato da madre a figlia come nel caso della regina Hatshepsut e di sua figlia Neferure.
Durante il Terzo periodo intermedio, ed in modo particolare sotto la XXV dinastia, al titolo fu associato un notevole potere politico di controllo su Tebe, città sacra a Amon, e sulla regione circostante esattamente come era già accaduto per il titolo di Primo Profeta di Amon. Durante questa fase, per sottolineare il potere legato al titolo, il nome delle Divine Spose di Amon venne inscritto nel cartiglio, simbolo di regalità. Nitokris I giunse persino ad adottare la titolatura reale completa, attribuendosi il nome Horo.

## Divine Spose di Amonregnantisu Tebe
| Prenomen                | Nomen                 | Nome in greco | Dinastie contemporanee             | anni di regno       |
| ----------------------- | --------------------- | ------------- | ---------------------------------- | ------------------- |
| Hemenetibamon           | Shepenupet-meritmut   | Shepenupet I  | XXII - XXIII - XXIV - XXV dinastia | 754 a.C. - 714 a.C. |
| Hatnefrumut             | Amonirdisi            | Amenardis I   | XXII - XXIII - XXIV - XXV dinastia | 740 a.C. - 720 a.C. |
| Nenutneferumut-irytra   | Duatnetjer-shepenupet | Shepenupet II | XXV - XXVI dinastia                | 710 a.C. - 650 a.C. |
| Amonirdisi              | Merittefnet           | Amenardis II  | XXV - XXVI dinastia                | 670 a.C. - 640 a.C. |
| Nubetneferumut          | Netikeret-meritmut    | Nitokris I    | XXVI dinastia                      | 656 a.C. - 586 a.C. |
| Hekatneferumut-meritmut | Ankhnesneferibra      |               | XXVI dinastia                      | 595 a.C. - 525 a.C. |
| Hem-neteramon           | Netikeret             | Nitokris II   | XXVI - XXVII dinastia              | 525 a.C. - ?        |

Nota: La sovrapposizione delle date è dovuta alla circostanza che, di norma, ogni Prima Sposa di Amon veniva "adottata" da colei che deteneva la carica ed iniziava a datare i suoi anni di regno dal momento della adozione, fatto che spesso avveniva in tenera età. (tutte le date vanno considerate affette da un possibile errore di ± 30 anni). Iati nella cronologia sono dovuti invece a carenze nelle documentazione.

Coperchio del sarcofago di Ibi, grande intendente di Nitocris, divina adoratrice di Amon, tra il 664 e il 610 a.C. Periodo tardo dell'Egitto. Museo Egizio, Torino.